# Magyarbóly
Magyarbóly (kroatisch Madžarboja, serbisch Мађарбоја, deutsch Ungarisch-Bohl) ist eine ungarische Gemeinde im Komitat Baranya. Sie liegt ungefähr sechs Kilometer nördlich der Grenze zu Kroatien.

## Geschichte
Magyarbóly wurde 1287 erstmals urkundlich erwähnt.

## Gemeindepartnerschaft
- Reischach, Deutschland, seit 2006

## Sehenswürdigkeiten
- Evangelische Kirche, erbaut 1854–1858
- Reformierte Kirche
- Römisch-katholische Kirche Szent Erzsébet
- Serbisch-orthodoxe Kirche Szent Lukács evangélista, erbaut 1813–1814

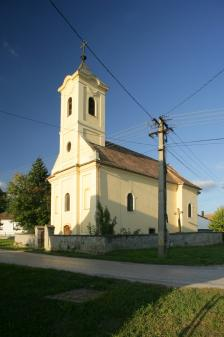
Serbisch-orthodoxe Kirche Szent Lukács evangélista in Magyarbóly

## Söhne und Töchter der Gemeinde
- István Iglódi (1944–2009), Schauspieler und Regisseur

## Verkehr
Im Ort treffen die Landstraßen Nr. 5702 und Nr. 5706 aufeinander. Der am südlichen Ortsrand gelegene Bahnhof liegt an der Bahnstrecke zwischen Villány und der kroatischen Stadt Beli Manastir.